# TMG II
『TMG II』（ティー・エム・ジー・ツー）は、日本の音楽ユニット・B'zの松本孝弘を中心に結成されたロックバンド・TMGの2枚目のスタジオ・アルバムである。

## 概要
前作『TMG I』から約20年ぶりとなるオリジナル・アルバム。TMGとしては約20年ぶりの活動だが、以前から再活動の話は出ており、メンバーのスケジュールが合わずに先延ばしになっていた。
本作には、2024年の9月に開催のツアー『TMG LIVE 2024 -Still Dodging The Bullet-』にも参加するマット・ソーラムとYukihide"YT"Takiyamaのほか、2017年に松本と共作して『Electric Island, Acoustic Sea』をリリースしたダニエル・ホーや、過去にB'zや松本のソロアルバムに参加したジェフ・バブコなどのアーティストが参加している。
また、「ETERNAL FLAMES」にはBABYMETAL、「THE STORY OF LOVE」にはLiSAが参加している。
8月28日発売の松本の邦楽カバーアルバム『THE HIT PARADE II』との封入連動応募特典企画として、抽選で「Epiphone Tak Matsumoto 1955 Les Paul Standard/Antique Gold」もしくは「THE HIT PARADE Ⅱ × TMG Ⅱ オリジナルデザインTシャツ」が当たる「応募抽選券B」が封入されている。
また、前述の「応募抽選券B」のみ特典で『TMG LIVE 2024 -Still Dodging The Bullet-』の東京ガーデンシアター公演のリハーサル見学へ抽選で招待される企画に応募することができる
前作『TMG I』同様、先行リスニングパーティが東京と大阪のハードロックカフェにて開催した。また、2024年9月15日の東京のハードロックカフェでのリスニングパーティにはメンバーがサプライズ登場し、記者会見を行った。
今作が発売される2024年9月のタワーレコード「マンスリー・タワー・プッシュ」に選出された。
プロモーションとして、2024年9月13日放送分のテレビ朝日系『ミュージックステーション 2時間スペシャル』に出演し、BABYMETALと共に「ETERNAL FLAMES」と「GUITAR HERO」を演奏した。
9月19日には、ヨーロッパのレコードレーベル「フロンティアーズ・レコード」と海外市場におけるパートナーシップ締結し、本作品をデジタル配信および海外版CDパッケージとして全世界発売することを発表、12月6日には海外版CDパッケージがリリースされた。

## リリース形態
通常盤
CDのみの形態。
PREMIUM EDITION [CD+Blu-ray]
CD + Blu-rayの形態。初回出荷生産分のみロングボックス＆ダブルジャケット仕様パッケージ。
Blu-rayには、2004年開催のツアー『TMG LIVE 2004 "Dodge The Bullet" 』より、Zepp Tokyo公演の完全版を収録。
数量限定生産盤［CD+GOODS］
CD + GOODSの形態。
アーティストフォトとメンバー直筆サインがプリントされたメタルフォトフレームが付属している。

## 収録曲

### CD (全形態共通)
1. CRASH DOWN LOVE (4:28)
  - 2024年8月30日に放送されたFM802『ROCK ON』でラジオ初オンエアとなった[14]。
2. ETERNAL FLAMES (feat. BABYMETAL) (3:04)
  - アルバムの発売に先駆け、2024年9月11日に配信リリースされた[15]。
  - 2024年9月18日公開のBillboard Japan Download Songsで初登場33位[16]、9月23日付のオリコン週間デジタルシングル（単曲）ランキングで初登場25位を記録した[17]。
3. THE STORY OF LOVE (feat. LiSA) (5:00)
  - 2021年に松本がLiSAに提供した楽曲「Another Great Day!!」のリアレンジバージョン[18]。
4. COLOR IN THE WORLD (3:23)
5. JUPITER AND MARS (3:35)
6. MY LIFE (3:41)
7. ENDLESS SKY (3:52)
8. DARK ISLAND WOMAN (3:38)
9. FAITHFUL NOW (5:16)
10. THE GREAT DIVIDE (3:21)
11. GUITAR HERO (4:37)
  - アルバムの発売に先駆け、2024年9月11日に配信リリースされた[15]。
  - 歌詞はジャックが松本を思い描いて書いた[19]。
  - 2024年9月18日公開のBillboard Japan Download Songsで初登場37位[16]、9月23日付のオリコン週間デジタルシングル（単曲）ランキングで初登場29位を記録した[17]。

### Blu-ray (PREMIUM EDITIONのみ収録)
TMG LIVE 2004 -Dodge The Bullet- at Zepp Tokyo
1. Everything Passes Away
2. I wish you were here
3. Signs of Life
4. TRAPPED
5. I Know You by Heart
6. TRAIN, TRAIN
7. RED, WHITE AND BULLET BLUES
8. BLUE -TAK'S SOLO-
9. Two of a Kind
10. WONDERLAND
11. THE GREATEST SHOW ON EARTH
12. KINGS FOR A DAY
13. NEVER GOOD-BYE
14. ( You Can Still ) Rock In America
15. TO BE WITH YOU
16. OH JAPAN ～OUR TIME IS NOW～

## 参加ミュージシャン (CD)
- 松本孝弘：ギター、全曲作曲・編曲、コーラス(#1.5.6)
- ジャック・ブレイズ：ベース、ボーカル、作詞(#1.2.4.5.8.9.11）、コーラス
- エリック・マーティン：ボーカル、作詞(#3.6.7.10）、コーラス(#5.6）
- アンドレ・ペシス：作詞(#3.6.7.10)
- マット・ソーラム：ドラム、パーカッション(#1.3.6.9.10)、コーラス(#5)
- Yukihide"YT"Takiyama：編曲、コーラス
- ダニエル・ホー：鐘(#3.7)、琴(#3.5)、三線(#3.5)、太鼓(#3.5.7)
- ジェフ・バブコ：ピアノ(#1-7.9)、オルガン(#2.4.6-8.11)、ウーリッツァー(#4.9)、メロトロン(#4.9)、クラビネット(#10)
- 佐藤恵梨奈 with Lime Ladies Orchestra：ストリングス(#4)
- BABYMETAL：ボーカル(#2)
- LiSA：ボーカル(#3)

## 参加ミュージシャン（特典Blu-ray)
- 松本孝弘：ギター
- エリック・マーティン：ボーカル、ギター(#15）
- ジャック・ブレイズ：ベース、ボーカル
- クリス・フレイジャー：ドラム